# Phyllodoce schmardaei
Phyllodoce schmardaei är en ringmaskart som beskrevs av Francis Day 1963. Phyllodoce schmardaei ingår i släktet Phyllodoce och familjen Phyllodocidae. Inga underarter finns listade i Catalogue of Life.